# George Hill (filmregisseur)
George William Hill (Douglass, 25 april 1895 – Venice, 10 augustus 1934) was een Amerikaanse filmregisseur en cameraman.

## Biografie
Hill begon zijn filmcarrière op 13-jarige leeftijd als toneelknecht bij regisseur D.W. Griffith. Als cameraman was hij in het tijdperk van de stomme film bekend om zijn vaardigheid in het belichten van vrouwelijke sterren. In de jaren na de Eerste Wereldoorlog werkte hij mee aan een reeks onafhankelijk geproduceerde speelfilms met Mae Marsh en anderen.
Vanaf 1920 werd hij gerekruteerd door de opkomende grote studio's om regisseur te worden. Hill regisseerde The Midnight Express (1924), waarvan de New York Times opmerkte dat het "een veel betere productie was dan men geneigd is op te maken uit de titel" en ook dat "het verhaal zich ontvouwt met vaardigheid en verbeelding."
In de daaropvolgende jaren kwam Hill's regiecarrière serieus van de grond en zijn opdrachten gaven hem toegang tot topsterren als Marion Davies en Jackie Coogan. Hill regisseerde Lon Chaney's grootste succes, Tell It to the Marines (1926). Vier jaar later speelde Wallace Beery een hoofdrol in een van Hill's meest memorabele films, The Big House (1930), een grimmig gevangenisdrama dat door critici wordt beschouwd als een uitstekende vroege geluidsfilm. Voor deze film, en vele andere, werkte hij samen met zijn uiteindelijke vrouw, scenarioschrijver Frances Marion. Ze trouwden in 1930 en scheidden in 1933.
Min and Bill (1931) koppelde Beery en Marie Dressler als alcoholische sleepbooteigenaren, opnieuw met een script van Marion. Deze immens populaire film maakte zowel Beery als Dressler de twee grootste sterren van Metro-Goldwyn-Mayer in de daaropvolgende jaren.
Op het hoogtepunt van zijn carrière raakte Hill ernstig gewond bij een auto-ongeluk in juni 1934. Het gerucht gaat dat zijn verwondingen de oorzaak zouden geweest zijn van zijn zelfmoord twee maanden later, op 10 augustus 1934. Zijn lichaam werd gevonden in zijn huis in Venice Beach met een zelf toegebrachte schotwond.

## Filmografie (selectie)

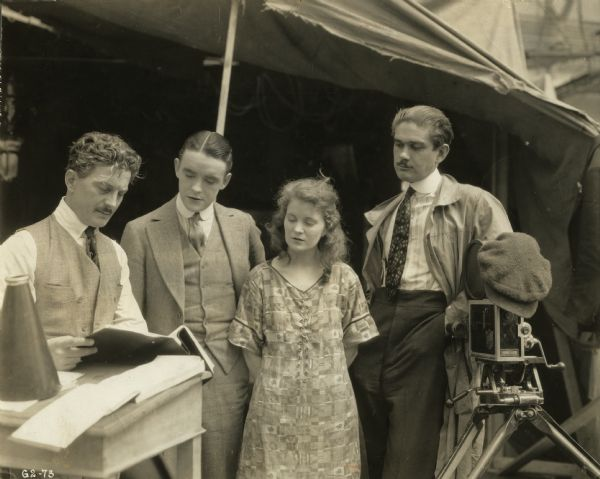
v.l.n.r. regisseur John W. Noble, acteurs Robert Harron en Mae Marsh en cameraman George W. Hill tijdens de opnames van Sunshine Alley (1917)

### Als cameraman
- The Sea Wolf (1913)
- The Flying Torpedo (1916)
- Less Than the Dust (1916)
- The Cinderella Man (1917)
- Sunshine Alley (1917)
- Polly of the Circus (1917)
- The Waiting Soul (1917)
- The Beloved Traitor (1918)

### Als regisseur
- Get Your Man (1921)
- The Foolish Virgin (1924)
- The Hill Billy (1924)
- The Midnight Express (1924)
- Zander the Great (1926)
- Tell It to the Marines (1926)
- The Callahans and the Murphys (1927)
- The Flying Fleet (1929)
- The Big House (1930)
- Min and Bill (1930)
- The Secret Six (1931)
- Hell Divers (1932) (niet op aftiteling)